# Верховный князь царственной тайны

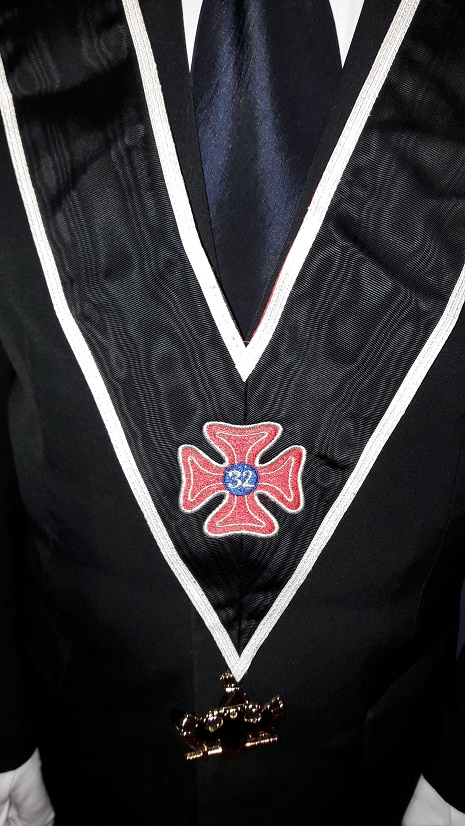
Лента Верховного князя царственной тайны

Верховный князь царственной тайны — 32° в Древнем и принятом шотландском уставе. Этот градус является единственным в консистории.

## История
Степень верховного князя царственной тайны изначально была 25° Устава Королевской тайны. В 1783 году в Чарльстоне, США, была проведена реформа Устава Королевской тайны, в ходе которой С. Майерс и С. Форст, к 25-градусной системе Устава Королевской тайны добавили ещё 8 градусов, после чего верховный князь царственной тайны стал 32°.

## Легенда градуса
Изначально это был христианский рыцарский градус. Первоначально главной целью его было возвращение Святой Земли христианскому миру и водружение Знамени Креста на развалинах Иерусалима. Он учит тому, что масоны должны непримиримо и неустанно сражаться с извечными врагами человека, что они должны любить и посчитать мудрость и посланцев свободы, равенства и братства. Этот градус повествует о торжестве духовного начала человека над плотским его началом, о победе нравственного чувства и разума над страстями и животными порывами. Таким образом, каждый франкмасон оказывается зажат между собственническими, эгоистическими интересами и велением долга. Долг зачастую требует от него самопожертвования, а иногда и наивысшей жертвы.

## Урок градуса
Этот градус повествует о торжестве духовного начала человека над плотским его началом, о победе нравственного чувства и разума над страстями и животными порывами. Таким образом, каждый франкмасон оказывается зажат между собственническими, эгоистическими интересами и велением долга. Долг зачастую требует от него самопожертвования, а иногда и наивысшей жертвы.